# Kemijoki
De Kemijoki (Zweeds: Kemi älv, Noord-Samisch: Giemajohka) is een rivier in de Finse regio Lapland. Met haar 550 km is ze ook de langste rivier van Finland.
De Kemijoki begint in Savukoski waar drie waterlopen (Naltiohaara, Keskihaara en Kemihaara) samenvloeien. Van hieruit stroomt de rivier naar het zuidwesten, waarbij er andere (kleinere) rivieren bij komen. In Savukoski komt hier de Tenniöjoki al bij en in Pelkosenniemi de Vuotos en de Kitinen. In Kemijärvi doorkruist de rivier het Kemijärvimeer. De Kemijoki stroomt verder en in Rovaniemi komt deze samen met de Ounasjoki. Vandaar stroomt de rivier verder tot ze in Kemi uitmondt in de Botnische Golf.
De Kemijoki heeft een afwateringsgebied van 51.000 km², waarvan het overgrote deel in Finland ligt. Een klein deel ligt vlak over de grens met Rusland en Noorwegen. Het debiet van de rivier is aan de monding gemiddeld 556 m³/s.
Sinds de Tweede Wereldoorlog begon men van de rivier gebruik te maken om energie op te wekken. De eerste waterkrachtcentrale werd in 1948 gebouwd in Isohaara. Ondertussen zijn er 18 waterkrachtcentrales over de gehele lengte van de rivier die allemaal beheerd worden door Kemijoki Oy. In 2003 werd berekend dat 34,5% van alle waterenergie in Finland afkomstig is van de Kemijoki, goed voor een energieproductie van 4,3 TWh.
Vóór men de centrales bouwde was de Kemijoki een zeer visrijk gebied; vooral zalmen trof men hier veel aan. Met de komst van de centrales (en de bijgaande stuwdammen) zijn er alleen nog op een aantal plaatsen vismogelijkheden.